# Nöjesfältet
Nöjesfältet var en nöjespark vid Allmänna gränd på Djurgården i Stockholm.
Nöjesfältet invigdes 1923 och stängdes 1957. Parken är riven men var belägen på motsatt sida om Allmänna gränd från Gröna Lund. Ledare för nöjesparken var Johan Lindgren, som tidigare arbetat inom den ambulerande nöjesvärlden.
"Nöjet" hade Stockholms första berg- och dalbana, ett större område till förfogande än Gröna Lund och man hade fri utsikt över vattnet innan Gröna Lund fick möjlighet att utvidga.
Åkattraktioner var bland annat två rutschbanor, en spiralbana där man åkte ner på mattor och en där man åkte på vagnar upp och ned för branta stup. Man hade dessutom dansbana, roulette och man kunde få bryta arm med den i övrigt tämligen bekväma seriefiguren Kronblom.
År 1940 avled Johan Lindgren och hans unge son John Lindgren fick ta över driften. Han gifte sig 1942 med Gröna Lunds arvtagare Ninni Nilsson och hon arbetade med honom på Nöjesfältet fram till dess nedläggning 1957. Efter det hamnade makarna på andra sidan gränden och Lindgren blev i stället VD för Gröna Lund. I dag är området i huvudsak parkeringsplats, men Gröna Lund har byggnadstillstånd för att utvidga dit.

## Filmatisering
Filmen Eld & lågor handlar om konflikten mellan de konkurrerande nöjesparkerna Gröna Lund och Nöjesfältet, samt kärleken mellan John Lindgren och Ninni Nilsson.